# Landolf von Hoheneck

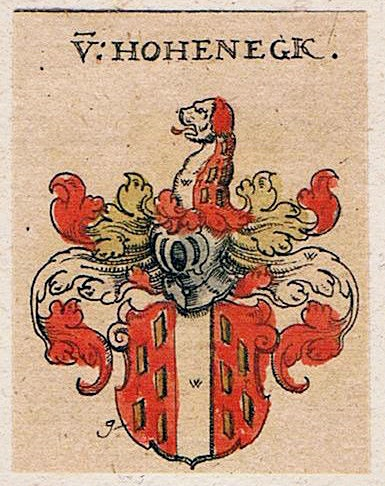
Familienwappen der ausgestorbenen Pfälzischen Adelsfamilie von Hoheneck

Landolf von Hoheneck († 8./11. Juni 1247) war von 1234 bis zu seinem Tod Bischof von Worms.

## Herkunft
Landolf stammte aus einem Ministerialengeschlecht von Hoheneck, das schon im Dienste Kaiser Friedrichs I. stand und sich als Burgmannen der Pfalz Lautern „de Lutra“ und später nach der Burg Hohenecken „von Hoheneck“ nannte. Landolfs Vater war der Lauterer Reichsschultheiß Reinhard I. de Lutra († 1218). Landolf war 1232 als Domdekan an der Beilegung des Streites um die Ansiedlung der Dominikaner in Worms und an dem 1233 zwischen der Stadt Worms und dem Bischof Heinrich II. von Saarbrücken abgeschlossenen Vertrag beteiligt.

## Bischof von Worms

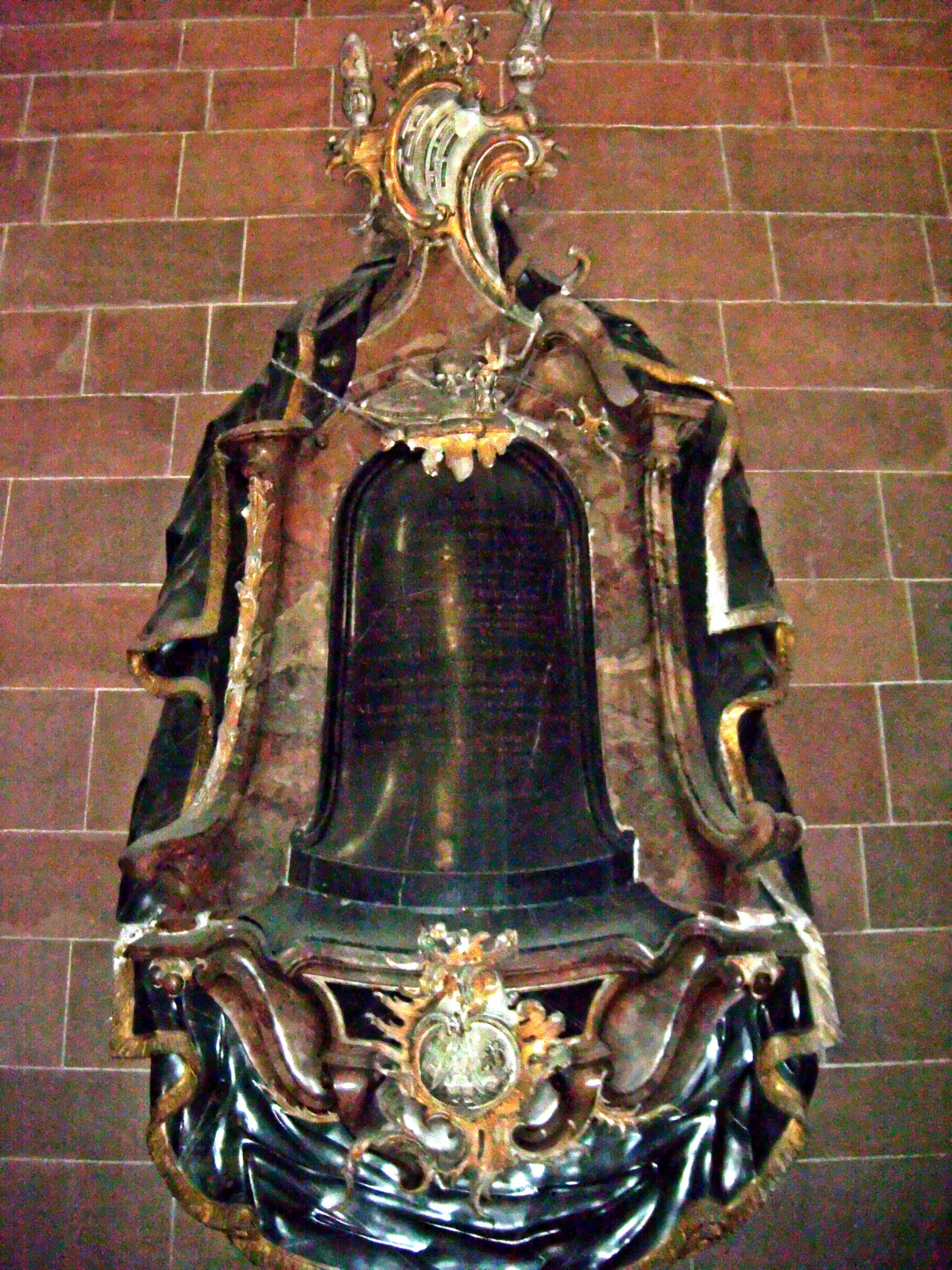
Nachträgliches Rokoko-Epitaph des Bischofs, früher Kloster Maria Münster, jetzt Wormser Dom

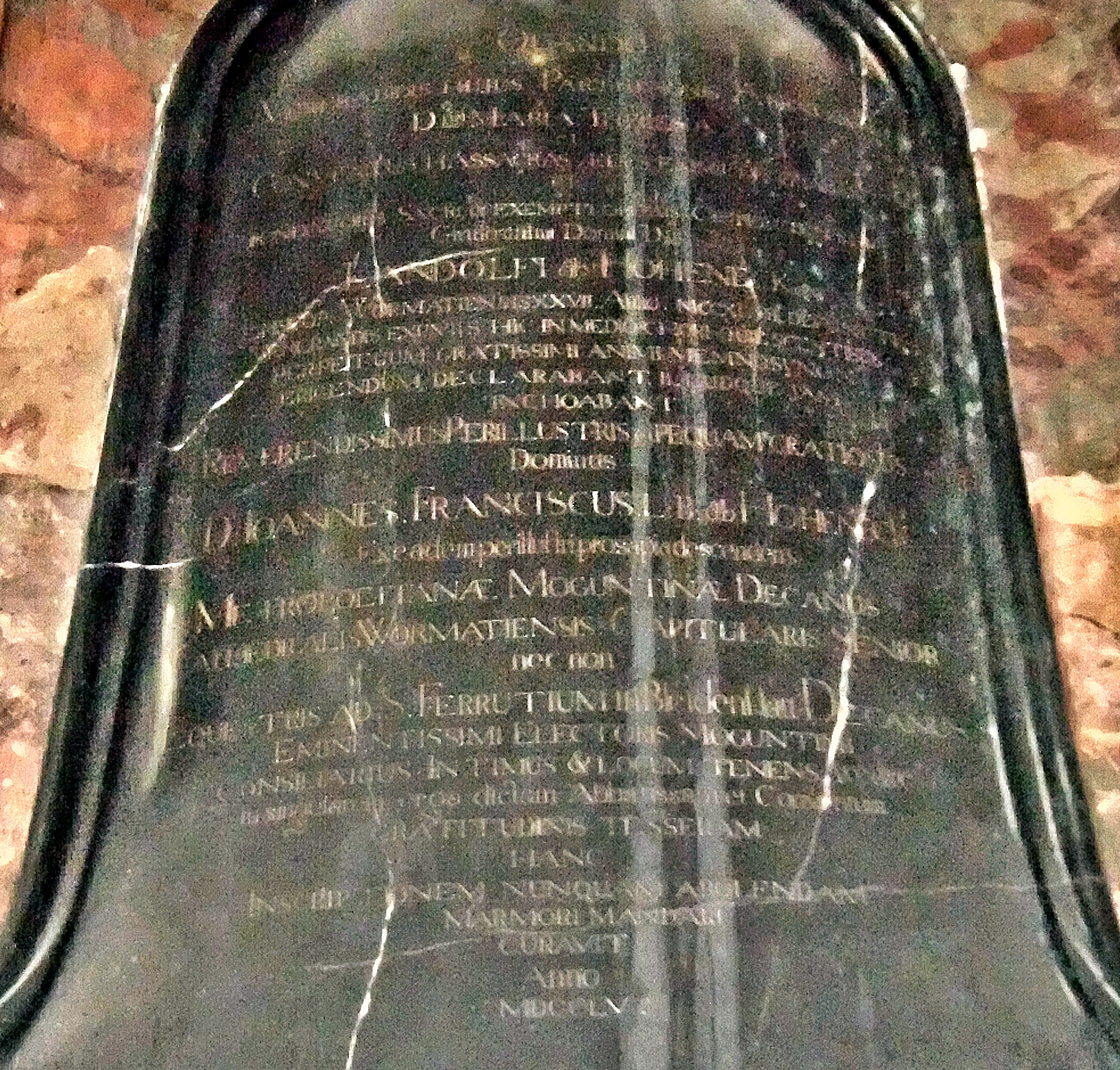
Epitaphinschrift

Am 5. Oktober 1234 wurde Landolf zum Wormser Bischof gewählt und kurz danach vom Mainzer Erzbischof Siegfried von Eppstein bestätigt. König Heinrich (VII.) verlieh ihm die Regalien. Landulf war einer der Reichsbischöfe, die König Heinrich (VII.) im Konflikt mit seinem Vater Kaiser Friedrich II. unterstützten. Die Stadt Worms widersetzte sich jedoch Heinrich und wurde von diesem 1235 vergeblich belagert. Nachdem sich Heinrich 1235 in Wimpfen seinem Vater unterwarf, plante Friedrich das Bistum Worms neu zu besetzen. Es gelang Landolf jedoch 1236 die Rehabilitation durch Papst Gregor IX. zu erreichen und sich mit dem Kaiser zu versöhnen, den er 1237 auf seinem Zug nach Italien begleitete. Zukünftig war Landulf ein treuer Anhänger Friedrichs II., selbst nachdem dieser 1239 vom Papst gebannt wurde. Als sich Landulf weigerte, das Interdikt gegen die kaisertreue Stadt Worms zu verhängen, wurde er 1244 vom Mainzer Erzbischof exkommuniziert. Als der Wormser Klerus in der Folge der Absetzung des Kaisers auf dem Konzil von Lyon sich weigerte Gottesdienste in der Stadt abzuhalten, lenkte Landolf schließlich ein und unterwarf sich Papst Innozenz IV., der 1245 den Kirchenbann aufhob. Die Weigerung Landolfs den Gegenkönig Heinrich Raspe anzuerkennen, führte 1246 erneut zur Exkommunikation.
In seinem Bistum förderte er die religiöse Frauenbewegung. Nachdem eine Reformation des Klosters Nonnenmünster scheiterte, übergab er es 1237 den Zisterzienserinnen. Auch das Nonnenkloster Kirschgarten schloss sich den Zisterzienserinnen an. Neugegründete Zisterzienserinnenklöster waren Rosenthal und Frauenzimmern.
Nach seinem Tod 1247 wurde Landolf von Hoheneck im Zisterzienserinnenkloster Maria Münster (Nonnenmünster) bestattet. 1756 ließ ihm in der dortigen Klosterkirche sein Familienangehöriger, der Mainzer Domdekan und Wormser Domherr Johann Franz Jakob Anton von Hoheneck (1686–1758) ein Rokoko-Epitaph setzen, das bei der Auflösung des Konvents (1802) in den Wormser Dom kam (heute nördliches Querschiff).